# Lowell celebrates Keruac
|  | Denne artikel er oprettet af botten PalnaBot ud fra en ekstern database. Den kan derfor have sproglige fejl eller mangler. Denne skabelon kan fjernes efter kontrol af indholdet. |

Lowell hylder Kerouac er en dokumentarfilm instrueret af Lars Movin, Steen Møller Rasmussen efter manuskript af Lars Movin.

## Handling
Portræt af beat-forfatteren Jack Kerouac 1922-69, optaget i hans fødeby, Lowell, Massachusetts i 1997. Her hylder en selvbestaltet gruppe af entusiaster hvert år Kerouacs forfatterskab med arrangementet Lowell Celebrates Kerouac! Blandt de medvirkende er Kerouacs svoger John Sampas, Anne Waldman, Lawrence Weiner, Conrad Rooks samt Joyce Johnson, Kerouacs kæreste i tiden omkring udgivelsen af Vejene.